# Yssandonnais
L'Yssandonnais est une région géographique située en France au nord-ouest de Brive-la-Gaillarde dans le département de la Corrèze en région Nouvelle-Aquitaine.
Sa délimitation est variable selon les organismes (de 9 à 23 communes).
Selon la DREAL le territoire est indiqué en tant qu'entité paysagère, le « pays des buttes calcaires et des terres lie-de-vin ». C'est alors un territoire situé entre la limite départementale, la latitude de Juillac et la vallée de la Loyre sans comprendre cette vallée (donc un décalage de la limite de quelques kilomètres).
Pour la région naturelle, celle-ci peut se délimiter par le bassin permien de Brive-la-Gaillarde qui s'étend à l'ouest jusqu'à Hautefort et Brive borde cette région au sud-est,.

## Géologie de l'Yssandonnais
Du plus ancien au plus récent (du bas en haut sur le plan géologique) :
- sur une ligne Juillac-Voutezac (près du rebord du socle cristallin) : Carbonifère (Stéphanien), assez peu répandu ici ;
- Permien : beaucoup de grès ;
- Trias : peu représenté ici, à la base des buttes-témoins (grès grossier) ;
- Jurassique inférieur (Lias), jusqu'au Domérien et au Toarcien (cas des buttes d'Ayen et de Saint-Robert) : composant les buttes-témoins ;
- signalons en périphérie des terrains plus récents : au sud d'une ligne Lissac-sur-Couze – Terrasson et à l'ouest d'une ligne Nailhac – Hautefort – Cherveix-Cubas où le Jurassique moyen est représenté, ne faisant pas partie des buttes-témoins : on est soit dans le Périgord sédimentaire (à l'ouest) soit sur la partie du horst de Châtres au sud de la Vézère[3].

## Sites

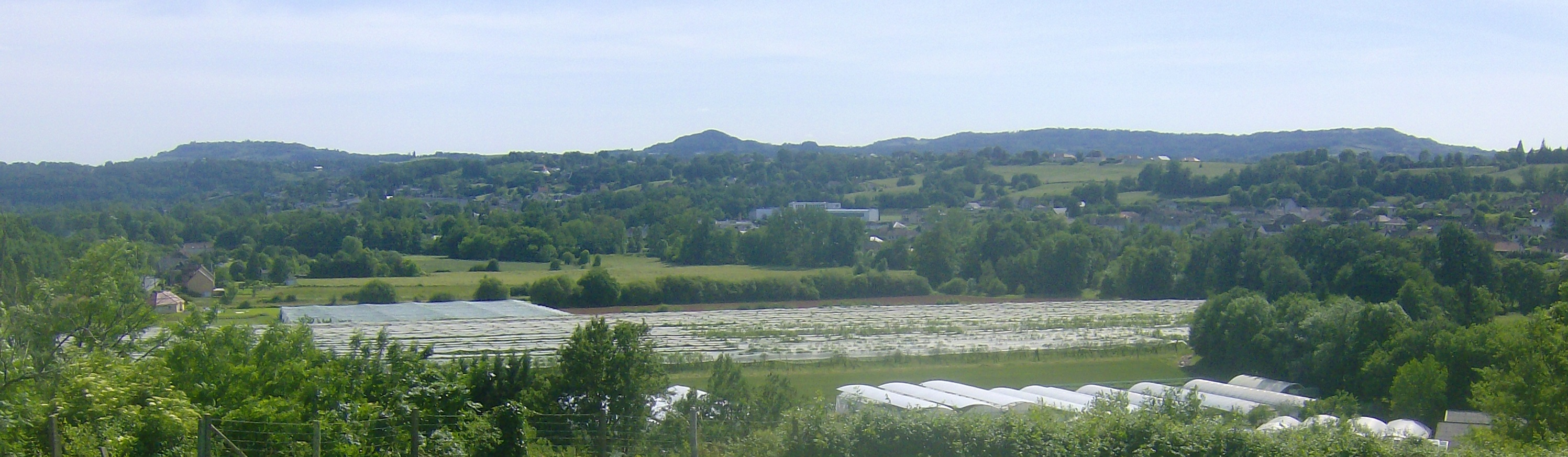
Vue sur les buttes-témoins de l'Yssandonnais depuis les environs du lycée horticole de Brive - Voutezac

### Buttes-témoins, d'ouest en est[5]
- Badefols-d'Ans (346 m)
- Le Ramail (337 m)
- Coubjours (342 m)
- Butte de Saint-Robert (351 m)
- Puy de Segonzac (330 m)
- Puy Guimont (316 m). Peu visitée, pas d'indication, accessible depuis un chemin après le cimetière d'ayen.
- Ayen (377 m)
- Puy Caput situé sur Perpezac le Blanc et Saint Aulaire (343 m). Butte boisée, peu visitée, chemin public, pas d'indication)
- Puy d'Yssandon (353 m)

### SitesZNIEFFetNatura 2000[6],[5],[7],[8]
- Les ZNIEFF (Zones naturelles d'intérêt écologique, faunistique et floristique) de type I, peu étendues, ont une certaine homogénéité d'un point de vue écologique. Ils ont un grand intérêt pour le fonctionnement écologique local.
- Les ZNIEFF de type II, plus étendues (peuvent contenir des zones de type 1), offrent une importante potentialité biologique. Elles possèdent un rôle aussi bien de fonctionnement écologique que de cohérence écologique et paysagère.
- Les sites Natura 2000 sont des sites naturels ou semi-naturels ayant une grande valeur patrimoniale au niveau de leur flore et de leur faune.

#### Buttes-témoins
| Code Service du patrimoine naturel (SPN) | Type de ZNIEFF | Nom du site                            |
| ---------------------------------------- | -------------- | -------------------------------------- |
| 740006132                                | 1              | Pelouses calcaires du Puy de Pampelone |
| 740000078                                | 1              | Pelouses calcaires d'Ayen              |
| 740000079                                | 1              | Pelouses calcaires de Saint Robert     |
| 740120080                                | 1              | Coteau calcaire de Rochas-Couchaud     |
| 740120081                                | 1              | Coteau calcaire du Puy Guimont         |

#### Autres sites
D'autres ZNIEFF et deux sites Natura 2000 se situent sur la bordure du socle cristallin et/ou le long des principaux cours d'eau.
| Code Service du patrimoine naturel (SPN) | Type de ZNIEFF | Nom du site                                              | Remarques                                                 |
| ---------------------------------------- | -------------- | -------------------------------------------------------- | --------------------------------------------------------- |
| 720008225                                | 1              | Forêt de Bord                                            | Dordogne                                                  |
| 740120084                                | 1              | Vallée du ruisseau du Moulin de Vignols                  | Aussi un site Natura 2000 (à peu près les mêmes contours) |
| 740120071                                | 1              | Vallée de la Vézère : Rochers du Saillant                |                                                           |
| 740120069                                | 1              | Vallée de la Vézère                                      | Située entre Saint-Viance et Varetz                       |
| 740120069                                | 1              | Gravières de Larche                                      |                                                           |
| 740006149                                | 2              | Gorges de la Loyre et du Vaysse                          |                                                           |
| 740000094                                | 2              | Vallée de la Vézère d'Uzerche à la limite départementale | Aussi un site Natura 2000 (à peu près les mêmes contours) |
| 740006147                                | 2              | Forêt de Montcheyrol                                     |                                                           |

### Architecture
L'architecture locale se caractérise par des maisons en brasier (grès rouge) ou de grès plus blanchâtres hors des buttes témoins.
Au niveau des buttes témoins on retrouve surtout des pierres calcaires (Ayen, Perpezac-le-Blanc, Saint-Robert).
Les toits sont surtout en ardoise (dû à la présence de carrières d'ardoise à proximité), parfois en tuiles.
Remarquons le caractère parfois hétérogène de l'habitat, plus marqué en se rapprochant d'Objat et de Brive-la-Gaillarde (mitage pavillonnaire), mais la plupart des villages gardent leur aspect pittoresque.
On rencontre peu de lotissements, les lotissements significatifs, hors vallée de la Loyre, se trouvant à Ayen et Saint-Robert.

### Paysage
Le paysage de l'Yssandonnais possède un caractère bocager malgré un parcellaire agrandi. Ce qui laisse de nombreuses petites taches forestière. C'est un paysage marqué par un système de polyculture : prairies, labours (d'où l'appellation « lie de vin »), vergers, etc.

### Agriculture
- Élevage bovin
- Pommes
- Noix
- Céréales
- Truffes
- Osier

### Climat
Le climat de l'Yssandonnais est plus doux que le reste du Limousin grâce à sa faible altitude et sa plus forte influence océanique.

### Sites touristiques
- Yssandon : toute la crête du puy d'Yssandon. Sur cette crête se trouve la partie haute du village d'Yssandon dont une tour ruinée[10]. A l'extrémité nord et à l'extrémité sud se trouvent deux tables d'orientation permettant, pour la table à l'extrémité nord, de voir en direction d'Objat, et pour la table à l'extrémité sud de voir vers le sud (c'est la butte-témoin visitable qui offre la meilleure vue sur Brive).
- Perpezac-le-Blanc : le village. Église de la Transfiguration de Notre-Seigneur.
- Ayen : Village animé, c'est la principale commune de l'Yssandonnais après Objat. La commune montre un important dynamisme touristique, et un village de vacances aux Chaumonts y est implanté. On y trouve plusieurs tables d'orientation : au village de vacances où la vue porte sur le bassin d'Objat, les Monédières et, par temps clair, les monts du Cantal à plus de 100 kilomètres[11]. Une autre table d'orientation plus proche du bourg permet de voir en direction du nord (Saint-Robert). Le relief assez découpé de la butte d'Ayen permet d'offrir d'autres points de vue aussi pittoresques.
- Saint-Robert : Village pittoresque, labellisé plus beaux villages de France pour son patrimoine (église, demeures, fortifications). Panorama près de l'église mais aussi d'autres points de vue depuis les contreforts de la butte.
- Badefols d'Ans : village et table d'orientation à la butte de Raffaillac.
- Objat : centre économique de l'Yssandonnais, agglomération de près de 4 000 habitants. Base de loisirs et bungalows.
- Le rebord du socle cristallin (passant par Clairvivre - Juillac - Lascaux - Vignols - Allassac - Donzenac) permet d'offrir des panoramas sur le bassin d'Objat, l'Yssandonnais et le Périgord, surtout appréciables en matinée[12], et aussi des vues sur des gorges profondes (la Vézère et, plus sauvage, la Loyre). Présence de viaducs ferroviaires (Vignols).
- Route de la noix et route de la pomme, itinéraires passant par l'Yssandonnais

### Les  buttes-témoins: une particularité géologique
Même si le paysage n'est pas impressionnant, on doit remarquer le sous-sol calcaire et la présence de gouffres, d'avens et de grottes mais aussi de dolines.

### Une ancienne ligne de chemin de fer, laligne de Thiviers à Saint-Aulaire
Partant des Quatre-Chemins de Saint-Aulaire, près d'Objat, la ligne suivait la vallée du Roseix pour l'abandonner vers Echalat. Elle suit une rampe menant à un tunnel d'environ 730 mètres de long juste avant la gare de Segonzac. Elle suit le Dalon jusqu'à Boisseuilh, emprunte un petit tunnel pour passer près d'Hautefort et monter vers Saint-Raphaël (tunnel de 600 m) et descendre vers Excideuil. Le vélo-rail du Périgord Vert permet d'atteindre Thiviers. Cette ligne menait à Angoulême.